# Masters Doubles WCT 1977
Il Masters Doubles WCT 1977 è stato un torneo di tennis giocato sul sintetico indoor. È stata la 5ª edizione del Masters Doubles WCT, che fa parte del World Championship Tennis 1977. Il torneo si è giocato a Kansas City negli Stati Uniti, dal 4 all'8 maggio 1977.

## Campioni

### Doppio maschile
Vijay Amritraj /  Dick Stockton hanno battuto in finale  Vitas Gerulaitis /  Adriano Panatta con il punteggio di 7–6, 7–6, 4–6, 6–3